# 8242 Joshemery
A 8242 Joshemery (ideiglenes jelöléssel (8242) 1975 SA1) a Naprendszer kisbolygóövében található aszteroida. Schelte J. Bus fedezte fel 1975. szeptember 30-án.